# Urbanus Specia(a)l 3: Bim Bam Beieren
Urbanus Specia(a)l: Bim Bam Beieren is het derde special album van De avonturen van Urbanus.

## Inhoud
In dit album zijn drie eierverhalen opgenomen uit de stripreeks Urbanus. Naast de drie verhalen zijn er ook een tal van spelletjes en tips om een paasklokkenval te maken aanwezig.
De drie verschillende verhalen zijn:
1. Teevee Hupsakee
2. De gediplomeerde soepkip
3. Het ei van Urbei

Vervolgens zijn er ook twee gags met de titels:
1. Hokus Pokus Burp
2. Ding Dong Burp